# Gabriel Maura Gamazo
Gabriel Maura Gamazo   (Madrid, 25 de gener de 1879 - Madrid, 29 de gener de 1963) fou un polític i historiador espanyol. Era fill d'Antoni Maura i Montaner, polític i president del govern espanyol en diverses ocasions amb Alfons XIII. Es va casar amb la V Comtessa de la Mortera, i va ser nomenat I Duc de Maura.

## Biografia
Membre del Partit Liberal-Conservador espanyol, va ser Diputat a Corts per Calataiud a les eleccions generals espanyoles de 1903, 1905, 1907, 1910, 1914 i 1916, representant d'Espanya en la Conferència de Pau de L'Haia de 1907, a la Conferència Naval de Londres de 1908 i senador vitalici el 1919. Durant la Dictadura de Primo de Rivera, a pesar d'haver pertangut a l'Assemblea Nacional, va exercir l'oposició quan va advertir que l'Assemblea no anava a convertir-se en Corts. Va ser Ministre de Treball en l'últim Gabinet d'Alfons XIII, destacant la seua labor parlamentària en el referit als assumptes del Marroc i a la política internacional. Durant la II República espanyola, el seu germà Miguel Maura Gamazo va formar part del primer comitè revolucionari republicà i va ser Ministre de l'Interior del govern provisional de la República. Gabriel es va exiliar d'Espanya a l'inici de la Guerra Civil, retornant l'any 1953.
Va ser membre de número de la Reial Acadèmia de la Història i de la Reial Acadèmia Espanyola. Va presidir la Reial Federació Espanyola de Futbol des d'abril de 1915 fins a la seua renúncia, al maig de 1920.
La seva filla Julia Maura fou escriptora en castellà.

## Obra historiogràfica
- Rincones de la Historia, Carlos II y su corte, Vida y reinado de Carlos II. 3 volums. Madrid, 1942.
- Historia crítica del reinado de don Allonso XIII durante su minoridad bajo la regencia de su madre doña María Cristina de Austria. 2 volúmenes. Barcelona, 1919 i 1925.
- Bosquejo histórico de la Dictadura. Madrid, 1930.
- El príncipe que murió de amor: don Juan, primogénito de los Reyes Católicos. Madrid, 1944.
- Por qué cayó Alfonso XIII. En col·laboració con Melchor Fernández Almagro. 1948.
- Dolor de España.
- María Luisa de Orleans, reina de España.
- Documents inèdits al·lusius a les acaballes de la Casa d'Àustria.